# Salvia pterocalyx
Salvia pterocalyx là một loài thực vật có hoa trong họ Hoa môi. Loài này được Hedge miêu tả khoa học đầu tiên năm 1960.